# Полуострво Хел
Хел (пољ. Mierzeja Helska, каш. Hélskô Sztremlëzna) је 35 километара дуго полуострво смештено на северу Пољске.

## Историја
Од 1466. године полуострво припада Пољској, а од 1772. године улази у састав Краљевине Пруске.

## Туризам
Данас постоји пут и железница Реда–Хел која води кроз полуострво.